# Neoregelia spectabilis
Neoregelia spectabilis även rosennagel är en gräsväxtart som först beskrevs av Thomas Moore, och fick sitt nu gällande namn av Lyman Bradford Smith. Neoregelia spectabilis ingår i släktet Neoregelia och familjen Bromeliaceae. Inga underarter finns listade i Catalogue of Life.

## Bildgalleri

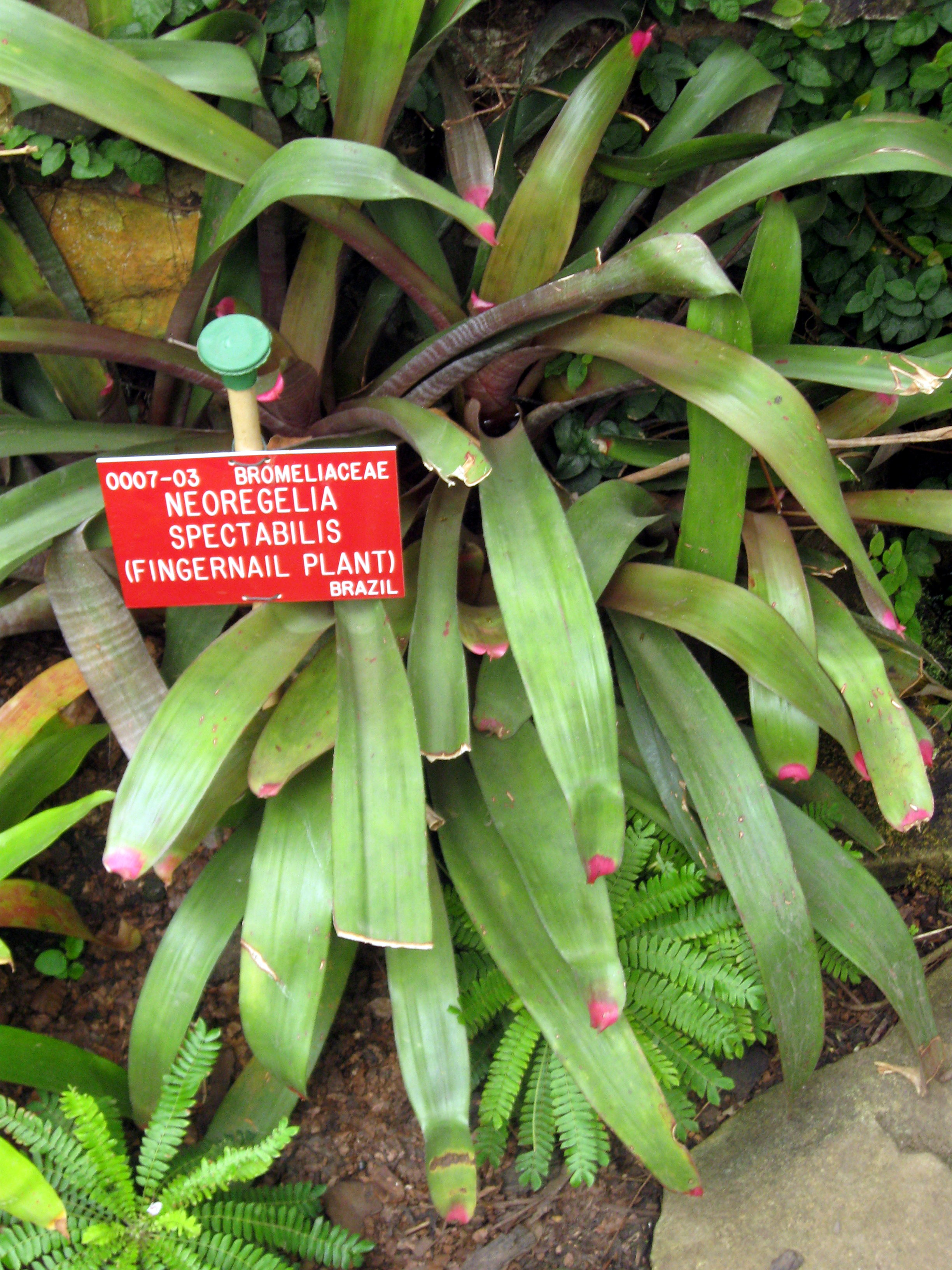
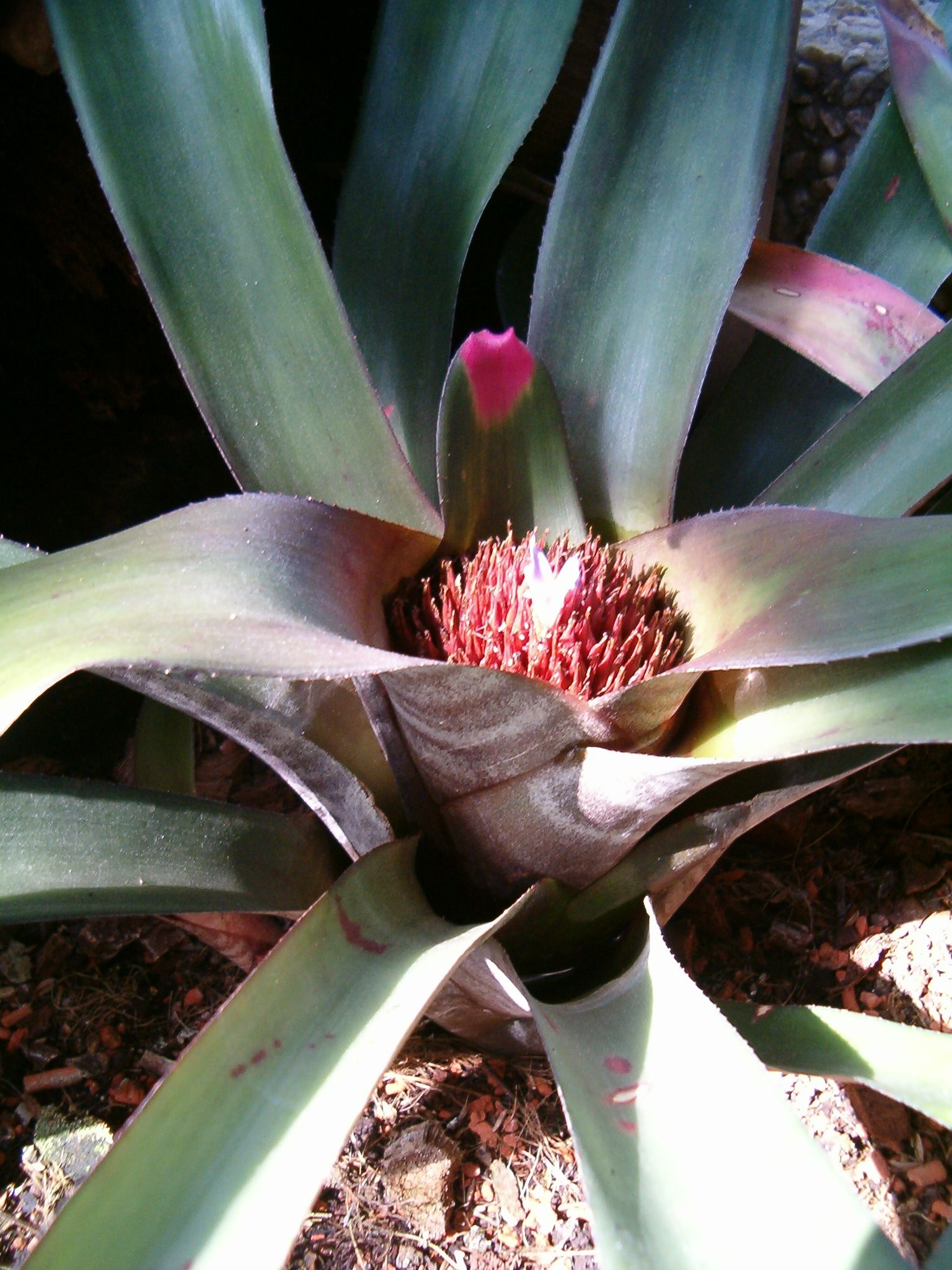